# 孙暠
孙暠（175年前—？），三國吴吴郡富春（今浙江省杭州市富阳县）人，孫靜之長子，孫策、孫權之堂兄。

## 生平
孙暠为定武中郎將，驻守烏程县。建安五年（200年），孫策被吳郡太守許貢門客殺害后，孫暠准备趁机自立，于是整頓兵甲准备攻打会稽郡，会稽军民自守等待消息。时任富春县令的虞翻对孙暠说：“孫策主公英年早逝，部屬應由主公之弟孫權统帅。现会稽郡已经圍城固守，我已經與同郡吏士準備以命相搏，為新主公除害，你自己權衡利害吧”。孙暠于是退兵。

## 家庭
父亲：
- 孙静，孙坚之弟。

弟弟：
- 孙瑜，孙静次子。
- 孙皎，孙静三子。
- 孙奂，孙静四子。
- 孙谦，孙静五子。

三子：
1. 孫綽，安民都尉，有子孫綝、孙恩、孙据、孙干、孙闿。
2. 孫超，偏将军。有子孙宪，256年冬自盡[2][3]。
3. 孫恭，散騎侍郎，有子孫峻。